# تسجيل وإنتاج الأصوات
تسجيل الصوت وإعادة إنتاجه هو الكتابة الكهربية أو الميكانيكية للموجات الصوتية وإعادة تكونيها، مثل الصوت المنطوق أو الغناء أو الموسيقى الآلية أو المؤثرات الصوتية. وتتمثل الفئتان الرئيسيتان لتكنولوجيا تسجيل الصوت في التسجيل التناظري والتسجيل الرقمي. ويتم التسجيل الصوتي التناظري بواسطة طبقة مصدح صغيرة يمكنها اكتشاف التغيرات في الضغط الجوي (الموجات الصوتية المسموعة) وتسجيلها كتمثيل بياني للموجات الصوتية على وسط مثل الفونوغراف (حيث تستشعر إبرة التسجيل الانخفاضات في التسجيل). في تسجيل الشريط المغناطيسي، تسبب الموجات الصوتية اهتزاز طبقة المصدح «الميكروفون» ويتم تحويلها إلى تيار كهربائي متغير، والذي يتحول بعد ذلك إلى مجال مغناطيسي متغير بواسطة مغناطيس كهربي، مما يؤدي إلى إنشاء تمثيل للصوت كمناطق ممغنطة على شريط بلاستيكي عليه طبقة مغناطيسية. وتكون إعادة إنتاج الصوت التناظرية هي عملية المعالجة العكسية، مع وجود طبقة مكبر صوت أكبر تتسبب في حدوث تغيرات في الضغط الجوي لتكوين موجات صوتية مسموعة. ويمكن أيضًا تسجيل الموجات الصوتية التي يتم إنتاجها إلكترونيًا بشكل مباشر من أجهزة مثل جهاز الرافع الجيتاري الكهربي أو جهاز السنشيزر (جهاز توليف الصوت)، بدون استخدام أي صوتيات في عملية التسجيل، بالإضافة إلى حاجة الموسيقيين لسماع مدى جودة عزفهم أثناء جلسات التسجيل.
يُحوِّل التسجيل وإعادة الإنتاج الرقمي إشارة الصوت التناظري التي يلتقطها المصدح إلى صيغة رقمية بواسطة عملية الرقمنة (التحويل الرقمي)، مما يتيح إمكانية تخزينه ونقله بواسطة مجموعة أكبر من الوسائط. ويخزن التسجيل الرقمي الصوت كمجموعة من أرقام ثنائية تمثل نماذج من مطال (سعة) الإشارة الصوتية في فواصل زمنية متساوية، بسرعة معاينة عالية بقدر يكفي لنقل جميع الأصوات التي يُمكن سمعها. تُعتبر التسجيلات الرقمية ذات جودة أعلى من التسجيلات التناظرية، ليس بالضرورة لأنها تتمتع بدقة أعلى (استجابة تردد أو نطاق ديناميكي أعلى)، ولكن ذلك بسبب التنسيق الرقمي يمكنه منع حدوث فقدان كبير للجودة الموجودة في التسجيل التناظري بسبب الضوضاء والتداخل الكهرومغناطيسي في التشغيل والتدهور الميكانيكي أو تلف وسيط التخزين. ويجب إعادة تحويل إشارة الصوت الرقمي إلى صيغة تناظرية أثناء التشغيل قبل التطبيق على مكبر صوت أو سماعات أذن.

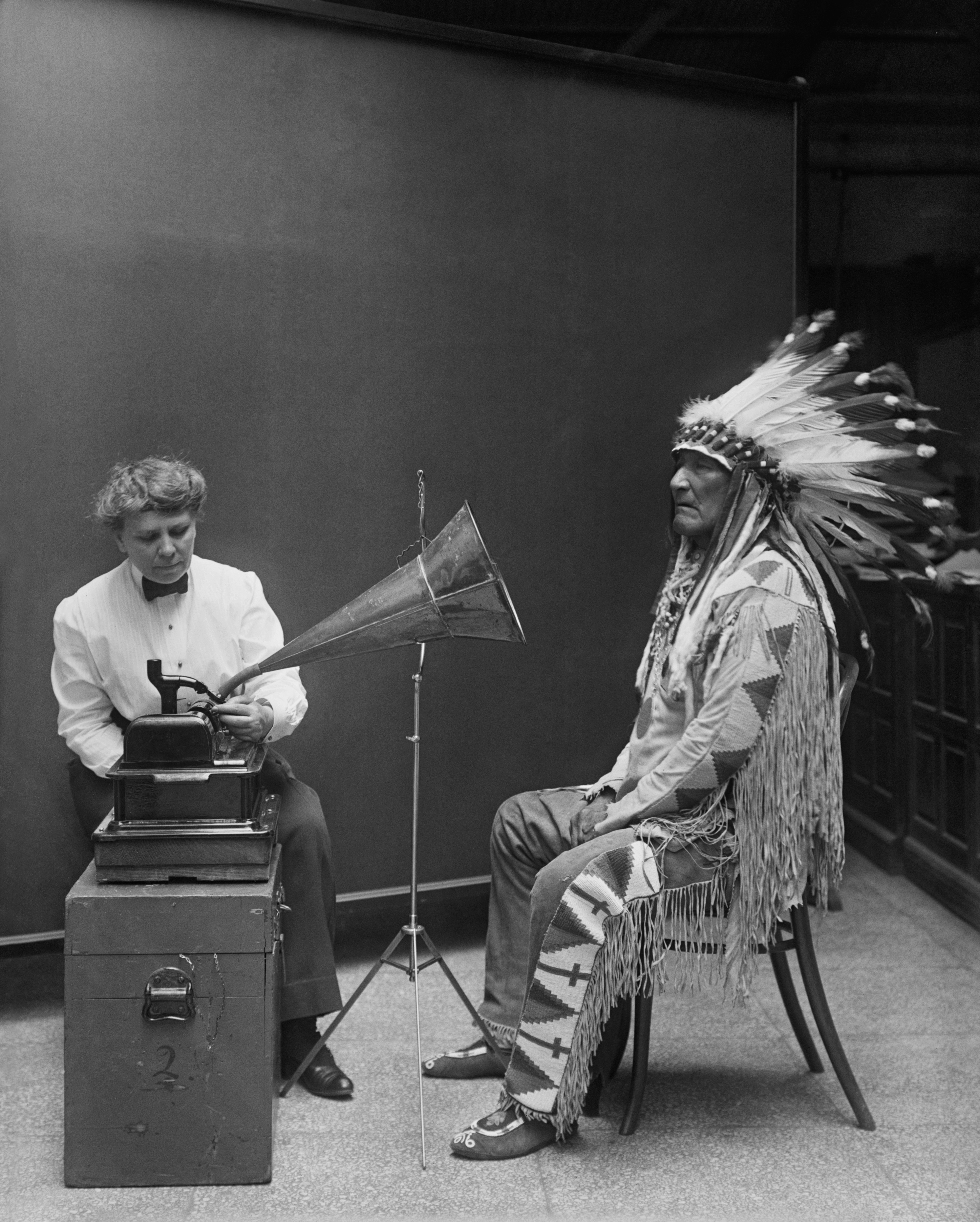
فرانسيس دينسمور(Frances Densmore) تسجل مع رئيس قبيلة بلاكفوت الهندية الأمريكية (Blackfoot) ماونتين تشيف (Mountain Chief على أسطوانة فونوغرافية لصالح مكتب الإثنولوجيا الأمريكية (1916)

## ما قبل التاريخ
قبل تسجيل الصوت بكثير، كانت تسجل الموسيقى أولاً بواسطة التدوين المكتوب، ثم أيضًا في أشكال آلية مكنت من عزف الموسيقى تلقائيًا بواسطة جهاز آلي. ترجع إعادة الإنتاج التلقائي للموسيقى إلى القرن التاسع الميلادي، عندما اخترع الإخوة بنو موسى «أقدم ألة موسيقية ميكانيكية صندوق موسيقي»، وفي هذه الحالة الأرغن (موسيقى) الأرغن الذي كان يعزف أسطوانات متبادلة تلقائيًا. طبقًا لتشارلز ب فاولر، هذه «ظلت الأسطوانة ذات المسامير المرتفعة على سطحها الجهاز الرئيسي لإنتاج وإعادة إنتاج الموسيقى ميكانيكيًا حتى النصف الثاني من القرن التاسع عشر.»[هل المصدر موثوق به؟] اخترع الإخوة بنو موسى أيضًا العود التلقائي المشغل الذي يبدو أنه أول آلة قابلة للبرمجة. طبقًا لتشارلز ب فاولر، كانت الآلة إنسانا آليا جماعية كانت تؤدي «أكثر من خمسين حركة للوجه والجسم أثناء كل اختيار موسيقي.» في القرن الرابع عشر، قدم فلاندرز قارع درس آلي يتحكم فيه بواسطة أسطوانة دوارة. ظهرت تصميمات مماثلة في الأرغن الأسطواني (القرن الخامس عشر) والساعة الموسيقية (1598) والبيانو الأسطواني (1805) والصناديق الموسيقية (1815). في 1796، وضح صانع ساعات سويسري يسمى Antoine Favre-Salomon فكرته لما نطلق عليه اليوم صندوق الموسيقىالأسطواني. جهاز fairground organ، الذي طُور سنة 1892، استخدم نظامًا من الكتب الكرتونية المطوية كالأكورديون. بيانو العازف، الذي ظهر لأول مرة سنة 1876، استخدم لفافة من الورق المثقوب التي يمكنها تخزين مقطوعة موسيقية طويلة. كانت أكثر لفائف البيانو تطورًا «تعزف يدويًا»، أي أنها كانت تمثل الأداء الفعلي لفرد ما، وليست نسخًا للموسيقى المكتوبة فحسب. لم يتم تطوير تقنية التسجيل على لفيفة البيانو حتى 1904. ومنذ ذلك الحين كان يتم الإنتاج الكبير للفائف البيانو منذ 1898. أفادت قضية حقوق الطبع والنشر المنظورة أمام المحكمة العليا للولايات المتحدة لسنة 1908 أنه في عام 1902 وحده، صنع بين 70000 و75000 عازف على البيانو، وانتج بين 1000000 و1500000 لفيفة بيانو. بدأ استخدام لفائف البيانو في التراجع في عقد العشرينيات من القرن العشرين على الرغم من ذلك لا يزال أحد الأنواع يُصنع في الوقت الحالي.

## فونوتوغراف
أول جهاز يتمكن من تسجيل الأصوات الحقيقية أثناء مرورها في الهواء (ولكن لم تكن له القدرة على تشغيلها-حيث كان الغرض منه يقتصر على الدراسة البصرية) هو جهاز فونوتوغراف (phonautograph)، الذي اختُرع سنة 1857 بواسطة المخترع الباريسي إدوار ليون سكوت دو مارتنفيل. أقدم التسجيلات المعروفة للصوت البشري هي تسجيلات جهاز فونوتوغراف (phonautograph)، التي يُطلق عليها "phonautograms"، والتي صُنعت سنة 1857. وهي تتكون من أوراق مع خطوط بيضاء من الموجات الصوتية تنتجها إبرة مهتزة تقطع طلاء الفحم أثناء مرور الورق أسفله. جهاز فونوتوغرام (phonautogram) لسنة 1860 الخاص بأغنية تحت ضوء القمر (بالفرنسية: Au Clair de la Lune)‏، أغنية شعبية فرنسية، عملت بالصوت لأول مرة سنة 2008 بمسح ضوئي واستخدام البرامج لتحويل الخط المتموج، الذي أدى إلى التشفير المرسوم للصوت، إلى ملف صوت رقمي مقابل 

## فونوغراف

### أسطوانة جهاز فونوغراف
كان أول الأجهزة العملية لتسجيل الصوت وإعادة إنتاجه هو جهاز فونوغراف أسطواني آلي؛ الذي اخترعه توماس إيديسون سنة 1877 وسجلت براءة اختراعه سنة 1878. انتشر الاختراع فيما بعد في كل أنحاء العالم وخلال العقدين التاليين أصبح التسجيل التجاري ومبيعات التسجيلات الصوتية صناعةً عالمية جديدة ناشئة، وحققت العناوين الأكثر شهرة مبيعات بملايين الوحدات في أوائل القرن العشرين. أدى تطوير تقنيات الإنتاج الكبير إلى تمكين التسجيلات الأسطوانية من أن تصبح من الأغراض الأساسية للمستهلك في الدول الصناعية وكانت الأسطوانة هي التنسيق الأساسي للمستهلك من أواخر عقد الثمانينيات من القرن التاسع عشر إلى قرابة عام 1910.

### فونوغراف الأقراص

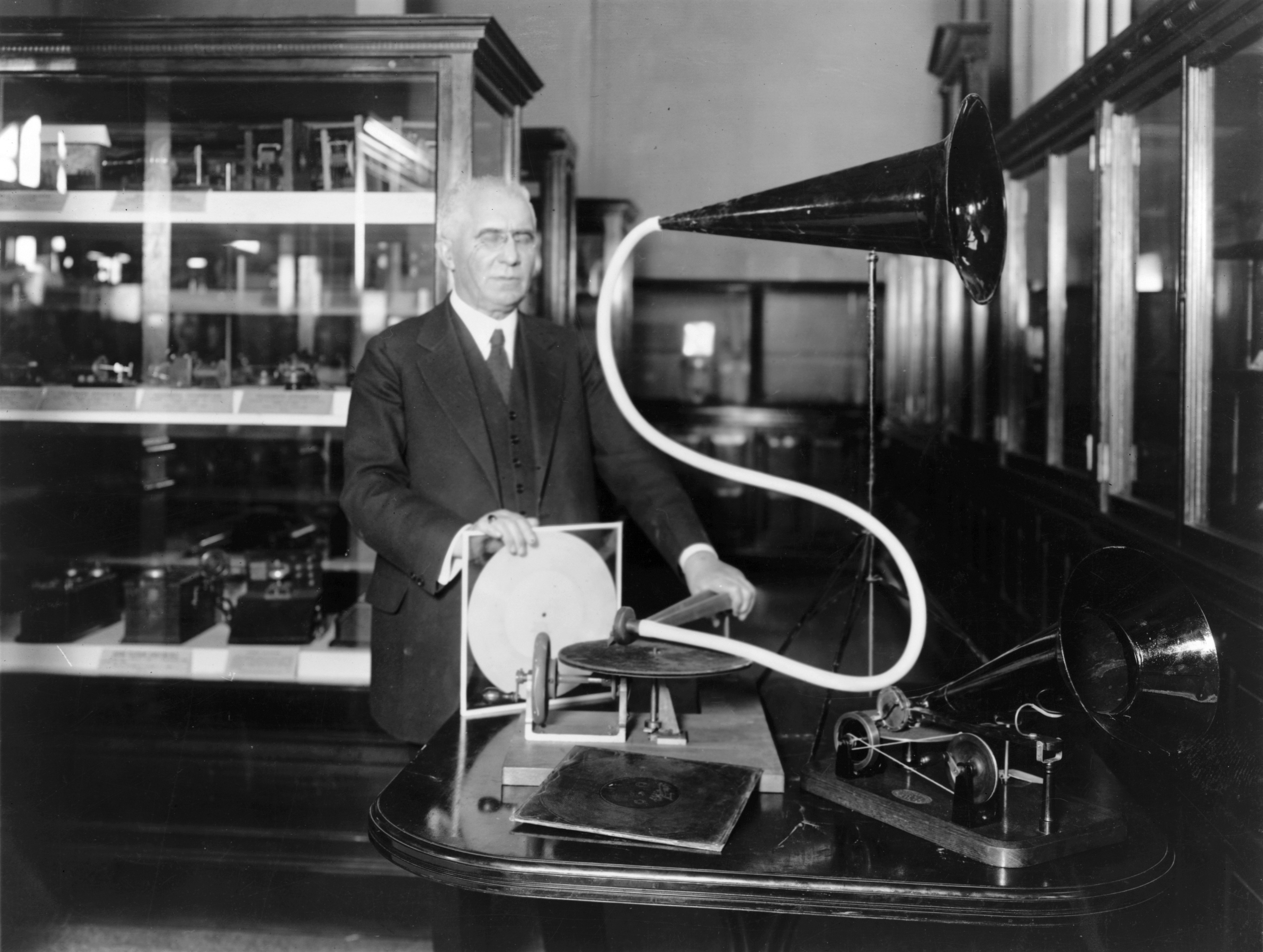
إميل بيرلاينر مع غراموفون تسجيل أقراص

كان التطور التقني الكبير التالي هو اختراع قرص الغراموفون، الذي يرجع الفضل فيه بوجه عام إلى إميل بيرلاينر ودخل إلى الولايات المتحدة تجاريًا سنة 1889. بينما كانت الأقراص أسهل صناعة وأقل تكلفة في النقل والتخزين وكان لها ميزة إضافية تتمثل في أن صوتها كان أعلى (نسبيًا) من الأسطوانات، التي كانت بالضرورة، ذات جانب واحد. مبيعات غراموفون التسجيل تجاوزت الأسطوانة. 1910، وبحلول نهاية الحرب العالمية الأولى أصبح القرص هو تنسيق التسجيل التجاري المسيطر. اخترع إيديسون، الذي كان المنتج الرئيسي للأسطوانات، مسجل أقراص إيديسون محاولاً استعادة السوق. بعد تقلبات عديدة، أصبح تنسيق القرص الصوتي الوسط الأساسي للتسجيلات الصوتية للمستهلك حتى نهاية القرن العشرين، وكان قرص شيلاك ذي الجانبين وذو الـ 78 دورة في الدقيقة هو التنسيق الموسيقى القياسي للمستهلك منذ أوائل العقد الأول من القرن العشرين إلى أواخر عقد الخمسينيات منه.
على الرغم من أنه لم تكن هناك سرعة مقبولة عالميًا، وأن العديد من الشركات عرضت أقراصًا يمكن تشغيلها بسرعات مختلفة، إلا أن شركات التسجيل الكبرى استقرت في النهاية على صناعة de facto ذات الـ 78 دورة في الدقيقة، على الرغم من أن السرعة الفعلية اختلفت بين أمريكا وبقية دول العالم. كانت السرعات المحددة 78.26 دورة في الدقيقة في أمريكا و 77.92 دورة في الدقيقة في جميع أنحاء العالم، الاختلاف في السرعات هو نتيجة للاختلاف في دورة الترددات لطاقة التيار المتردد الذي يحرك المحرك المتزامن ونسب التحرك المتاحة. دعمت السرعة المبدئية لتنسيق القرص اسمه الشائع، «ثمانية وسبعين» (ولكن ليس إلا بعد أن توفرت السرعات الأخرى). صُنعت الأقراص من الشيلاك أو مواد سهلة الكسر مشابهة للبلاستيك، وتشغل بواسطة إبر من مجموعة من المواد تضمنت الفولاذ المطاوع والأشواك وحتى الياقوت. كان للأقراص فترة عمر تشغيلي محدودة مميزة كانت تعتمد بشكل كبير على كيفية إعادة إنتاجها.
الطرق الأقدم، الصوتية فقط للتسجيل تميزت بالحساسية المحدودة ونطاق التردد. أمكن تسجيل نوتات التردد المتوسط ولكن تعذر تسجيل الترددات المنخفضة جدًا والمرتفعة جدًا. كانت الأدوات مثل الكمان تنتقل إلى القرص بشكل رديء، ولكن حلت تلك المشكلة جزئيًا بالتعديل التحديثي لبوق مخروطي لصندوق الصوت الخاص بالكمان.  لم يعد البوق مطلوبًا بمجرد تطوير التسجيل الكهربي.
تسجيل 1⁄3 الفينيل طويل المدى ذو أداة الرسم المجهرية ذات السرعة 33 دورة في الثانية أو تسجيل "LP"، الذي طور في تسجيلات كولومبيا ريكوردز "Columbia Records" والذي ادخل سنة 1948. وادخل النوع الفردي قصير المدى ولكن المريح ذو أداة الرسم المجهرية بحجم 7 بوصات ذات الـ 45 دورة في الدقيقة بواسطة تسجيلات آر سي إيه في 1949. في الولايات المتحدة وأغلب الدول النامية، وحل تنسيقا الفينيل محل أقراص الشيلاك ذات الـ 78 دورة في الدقيقة تمامًا بحلول نهاية عقد الخمسينيات من القرن العشرين، ولكن في بعض أرجاء العالم استمرت الـ "78" حتى عقد الستينيات من القرن العشرين. كان الفينيل أغلى بكثير من اللك، وكان ذلك أحد العوامل المتعددة التي جعلت استخدامه للتسجيلات ذات الـ 78 دورة في الدقيقة أمرًا مستبعدًا للغاية، ولكن مع القرص طويل المدى كانت القيمة المضافة مقبولةً واحتاج تنسيق "45" المصغر مواد قليلة جدًا. قدم الفينيل أداءً مطورًا، في الختم وكذلك في التشغيل. عند العزف بإبرة ماسية جيدة مثبتة في حاملة إبرة خفيفة على ذراع نغمات معدلة جيدًا، كان ذلك طويل المدى. في حالة الحماية من الأتربة والكشوط والخدوش كان هناك القليل جدًا من الضوضاء. اعلن عن تسجيلات الفينيل، بتفاؤل مبالغ فيه، لأنها «غير قابلة للكسر». وهي لم تكن كذلك، ولكنها كانت أقل هشاشة بكثير من اللك، الذي حظي بمركزه بمجرد الإعلان عن كونه «غير قابل للكسر» مقارنةً بأسطوانات الشمع.

## التسجيل الكهربي

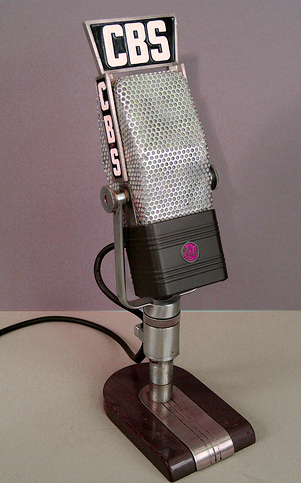
RCA-44, ميكروفون شريطي تم إدخاله سنة 1932. واستُخدمت وحدات مشابهة بكثرة في البث والتسجيل في الأربعينيات من القرن العشرين ومازالت تُستخدم من وقت إلى آخر حاليًا.

بين اختراع الفونوغراف سنة 1877 وظهور الوسائط الرقمية، يُرجح أن أهم نقطة تحول في تاريخ تسجيل الصوت كانت ما يسمى «التسجيل الكهربي»، الذي استُخدم فيه ميكروفون لتحويل الصوت إلى إشارة كهربية مضخمة تستعمل في إبرة التسجيل. أزال هذا التجديد أصداء «صوت البوق» التي تتميز بها العملية السمعية، وأنتج تسجيلات أوضح وأكبر حجمًا بتوسيع النطاق المفيد للترددات الصوتية، وسمح بالتقاط الأصوات البعيدة والضعيفة التي تعذر تسجيلها فيما سبق.
بدأ تسجيل الصوت كعملية آلية بحتة. فيما عدا بعض أجهزة التسجيل القليلة القائمة على الهاتف التي تفتقد لوسائل تضخيم الصوت، مثل فالديمار بولسين،  بقي كذلك حتى عقد العشرينيات من القرن العشرين، عندما تجمعت التطورات الحديثة في الإلكترونيات المعتمدة على المذياع لإحداث ثورة في عملية التسجيل. وتضمن ذلك الميكروفونات والأجهزة الإضافية مثل المرشحات الإلكترونية، معتمدةً على مكبر الصوت ليكون له استخدام عملي في التسجيل. في عام 1906 اخترع لي دي فورست «الأوديون» الثلاثي أنبوبة التفريغ، وهو صمام إلكتروني يمكنه تضخيم الإشارات الكهربية الضعيفة بشكل كبير. بحلول عام 1915 كان يستعمل في دوائر الهاتف طويلة المدى التي مكنت من التحدث بين مدينتي نيويورك وسان فرانسيسكو مع سماع طرفي المحادثة بوضوح. كانت النسخ المعدلة من هذا الأنبوب أساس جميع أنظمة الصوت الإلكتروني حتى الإدخال التجاري لأول أجهزة صوت قائمة على المحول في عقد الخمسينيات من القرن العشرين.
أثناء الحرب العالمية الأولى، اجريت التجارب في الولايات المتحدة وبريطانيا العظمى لتسجيل صوت قارب U (الغواصة) الألماني وإعادة إنتاجه، بين أمور أخرى، وذلك لأغراض التدريب. ثبت أن التسجيلات الصوتية لهذا الوقت لا يمكن على الإطلاق أن تقوم بإعادة إنتاج الأصوات، لذلك يتم البحث عن وسائل أخرى بفعالية. كانت النتائج المبكرة غير مبشرة جدًا. أول التسجيلات الكهربية الصادرة إلى العامة، مع القليل من الضجة، كان تسجيل قداس جنازة 11 نوفمبر 1920 للجندي المجهول في ويستمنستر، آبي، لندن. الميكروفونات المستخدمة كانت مثل تلك المستخدمة في الهواتف المعاصرة. تم إعدادها سرًا في الدير وتوصيلها بالأسلاك بمعدات التسجيل في عربة خارجية. على الرغم من استخدام التكبير الخارجي للصوت، كان الصوت الناتج ضعيفًا وغير واضح. ولكن سمح إجراء غير مألوف، على الرغم من ذلك، بالتسجيل وإلا ما كان ذلك عمليًا في هذه الظروف. لسنوات عديدة، ظل هذا القرص الصغير التسجيل الكهربي الصادر الوحيد.
كان العديد من شركات التسجيل والمخترعون المستقلون، بشكل ملحوظ أورلاندو مارش، يجرون التجارب مع المعدات والتقنيات للتسجيل الكهربي في أوائل عقد العشرينيات من القرن العشرين. وبيعت أوتوجراف ريكوردز إلى العامة بالفعل في عام 1924، قبل أول هذه العروض من شركات التسجيلات الكبرى، ولكن كانت جودة الصوت الكلية لها منخفضة جدًا إلى درجة لا تبين أي ميزة واضحة خلال الطرق السمعية التقليدية. كانت تقنية الميكروفون الخاصة بمارش ذاتية وكان لها تأثير بسيط على الأنظمة التي طورت بواسطة الآخرين.
شركة Western Electric العملاقة في مجال صناعة الهواتف كان لها معامل بحث (اندمجت مع قسم الهندسة في AT&T سنة 1925 لتكوين معامل هاتف بيل) مع موارد مادية وبشرية لا يمكن أن تضاهيها أي شركة تسجيلات أو مخترع مستقل. كان بها أفضل ميكروفون، من النوع المكثف المطور هناك سنة 1916 والذي تحسن بشكل كبير سنة 1922،  وأفضل مكبرات الصوت ومعدات الاختبار. كانوا قد قاموا بالفعل بتسجيل براءة اختراع مسجل كهرومغناطيسي سنة 1917، وفي أوائل عقد العشرينيات من القرن العشرين تقرر تطبيق أجهزتهم وخبرتهم بكثافة على تطوير نظامين حديثين للتسجيل الإلكتروني وإعادة إنتاج الصوت: نظام يوظف الأقراص التقليدية ونظام يسجل بصريًا على الأفلام. كان لمهندسيهم الريادة في استخدام التناظر الميكانيكي للدوائر الكهربية وطوروا مسجل «خطًا مطاطيًا» متطورًا لقطع الحفرة في خط الشمع الأساسي في نظام تسجيل القرص.
بحلول عام 1924 احرز تقدم كبير لدرجة أن «ويسترن إلكتريك» رتبت لشركتي التسجيل الرئيسيتين، Victor Talking Machine Company وColumbia Phonograph Company. رخصت كلتاهما النظام وأصدرتا أقدم التسجيلات الكهربية الصادرة في فبراير 1925، ولكن لم تقم أي منهما بإصدارها حتى منتصف العام. لتجنب إهمال أدلة التشغيل الحالية الخاصة بكل منها بشكل فوري، اتفق العدوان اللدودان على عدم الإعلان عن العملية الجديدة حتى نوفمبر 1925، وبحلول ذلك الوقت كان الكثير من المخزون المسجل كهربيًا متاحًا لتلبية الطلب المتوقع. أثناء السنوات القليلة التالية رخصت شركات التسجيلات الأقل أنظمة التسجيل الكهربي وطورتها. بحلول نهاية العشرينيات من القرن العشرين كان عنوان الميزانية هارموني "Harmony" هو الوحيد الذي يصدر أقراصًا مسجلة سمعيًا.
تشير مقارنة بعض تسجيلات ويسترن إليكترك الباقية مع الإصدارات التجارية المبكرة إلى أن النظام كان قد تم «إهماله» بواسطة شركات التسجيل لعدم المبالغة في استخدام معدات التشغيل غير الإلكترونية، الأمر الذي أنتج ترددات منخفضة للغاية كتشويش سيئ وأدى إلى الإتلاف السريع للأقراص مع الترددات العالية المسجلة بقوة.

## تنسيقات التسجيل الأخرى
في العشرينيات من القرن العشرين، تميزت الأجهزة اللاسلكية المبكرة بتكنولوجيا الصوت على الفيلم التي استخدمت الخلايا الشمسية الكهربية لتسجيل الإشارات الصوتية التي كان قد تم تسجيلها بصريًا بشكل مباشر على الفيلم وإعادة إنتاجها. إدخال الأفلام المتحدثة، التي تقدمها مغني الجاز سنة 1927 (على الرغم من أنه استخدم تقنية الصوت على القرص، وليس التقنية الضوئية الكهربية)، شهد الانقراض السريع للسينما لموسيقيي السينما الحية والفرق الموسيقية. حل محل ذلك مسارات الصوت المسجلة سابقًا، وأدى ذلك إلى فقد العديد من الوظائف. اتحاد الموسيقيين الأمريكيين تناول الإعلانات في الجرائد، معترضًا على استبدال الموسيقيين الحقيقيين بأجهزة العزف الميكانيكية، خاصةً في المسارح.
شهدت تلك الفترة أيضًا العديد من التطورات التاريخية الأخرى من ضمنها إدخال أول نظام مغناطيسي عملي لتسجيل الصوت، المسجل السلكي المغناطيسي، الذي اعتمد على عمل المخترع الدنماركي فلاديمير بولسون. كانت المسجلات السلكية المغناطيسية فعالة، ولكن جودة الصوت كانت سيئة، لذلك استخدمت في تسجيل الصوت وتم تسويقها كآلات موجهة للنظام بين الحربين. في الثلاثينيات من القرن العشرين قام رائد المذياع جوليلمو ماركوني بتطوير نظام لتسجيل الصوت مغناطيسيًا باستخدام شريط من الصلب. كانت هذه هي المادة الرئيسية المستخدمة في صناعة شفرات الأمواس، وبشكل مفاجئ، لم تكن مسجلات ماركوني ستيلي المخيفة خطيرةً لدرجة اضطرار الفنيين لتشغيلها من غرفة أخرى للأمان. بسبب سرعات التسجيل الكبيرة المطلوبة، استخدمت عجلات عملاقة ذات قطر يقارب المتر، وكثيرًا ما تكسر الشريط الرفيع، مرسلاً الأطوال المدببة من الفولاذ الحاد في الأستوديو.
كان الماغنيتوفون K1 أول مسجل شرائط عمليًا، طوره AEG في ألمانيا سنة 1935. وكان الاختراع الكبير الآخر في تسجيل الصوت في هذه الفترة هو نظام الصوت على الفيلم البصري، الذي يرجع الفضل فيه بشكل عام إلى لي دي فوريست. على الرغم من أن «الأفلام السينمائية الناطقة» القديمة مثل مغني الجاز استخدم نظام الصوت على القرص، تبنت صناعة السينما نظام الصوت على الفيلم البصري بسرعة وأحدث ذلك ثورة في صناعة السينما في الثلاثينيات من القرن العشرين، وكان لذلك الريادة في عهد «الأفلام الناطقة». نظام الصوت على الفلم البصري، بناءً على الخلية الكهربية الضوئية، أصبح النظام الصوتي القياسي للأفلام في جميع أنحاء العالم وتبقى حتى الآن محاولات لمطبوعات مسرحية صادرة في الخمسينيات من القرن العشرين لتحل محل أساليب التسجيل المغناطيسي. في الوقت الحالي تشمل جميع المطبوعات على فيلم 35 ملم مسارًا صوتيًا تناظريًا (غالبًا ستريو مع نظام الحد من الضوضاء دولبي SR). بالإضافة إلى ذلك ربما يكون هناك مسار صوتي مسجل بصريًا في صيغة دولبي رقمية و/أو صيغة Sony SDDS. الرمز الزمني المسجل بصريًا أيضًا كثيرًا ما يوجد لتزامن مشغلات الأقراص التي تحتوي على مسار صوت DTS.

## الشريط المغناطيسي

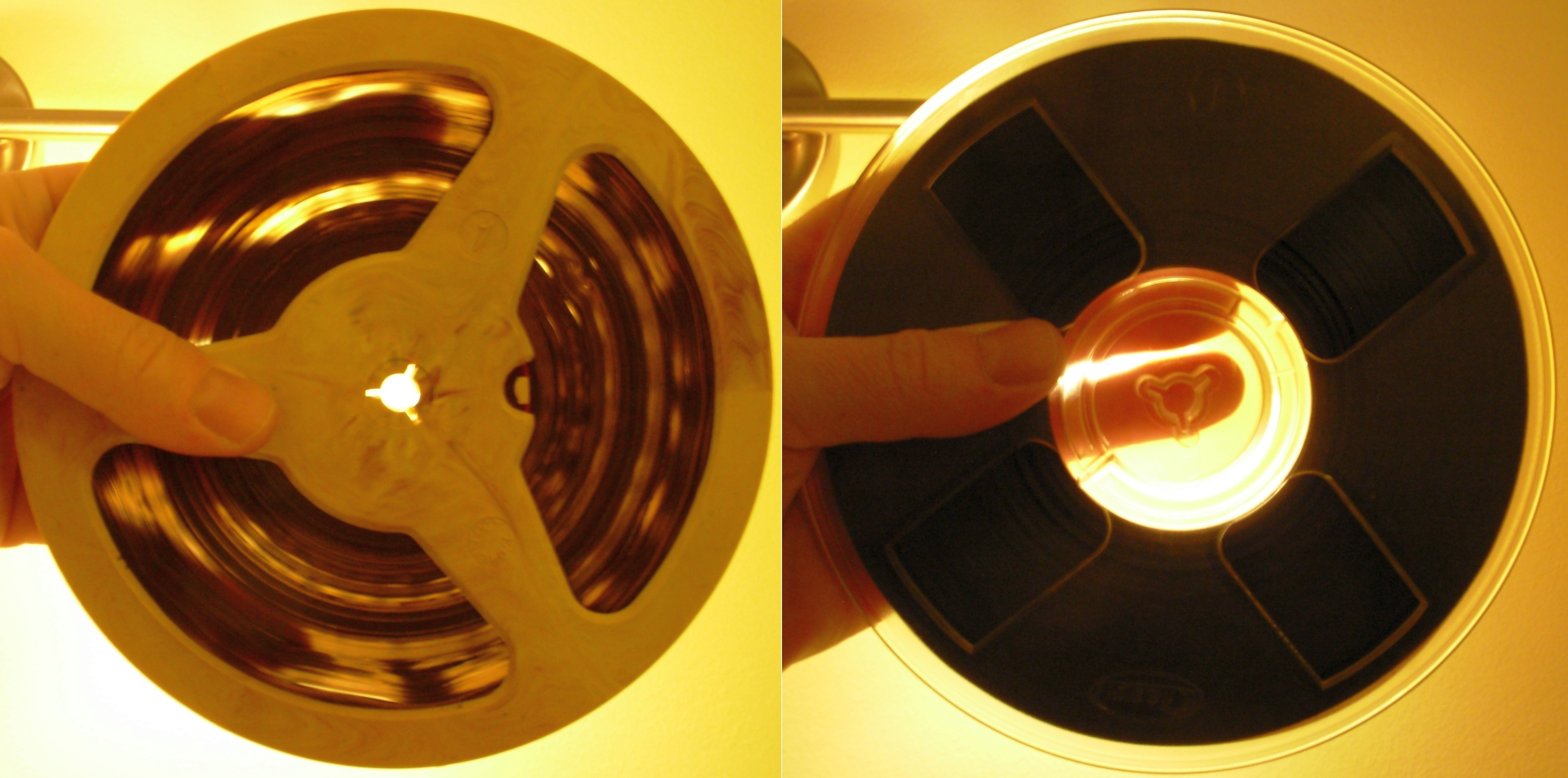
الشرائط الوتية المغناطيسية: دعم الأسيتات مقابل البوليستر

كا من الاختراعات الهامة الأخرى لهذه الفترة الشريط المغناطيسي ومسجل الشرائط (التليغرافون). استُخدم الشريط القائم على الورق أولاً ولكن تجاوزه بعد ذلك دعم البوليستر والأسيتات بسبب الغبار. كانت الأسيتات أكثر هشاشة من البوليستر وانكسر بسهولة. هذه التكنولوجيا، أساس جميع التسجيلات التجارية من الخمسينيات إلى الثمانينيات من القرن العشرين، اخترعت بواسطة مهندسي الصوت الألمان في الثلاثينيات من القرن العشرين، الذين اكتشفوا أيضًا تقنية ميل التيار المتردد ‏، التي حسنت تكرار استجابة التسجيلات الشريطية. أُتقن التسجيل على الأشرطة بعد الحرب مباشرةً بواسطة مهندس الصوت الأمريكي جون ت مولين بمساعدة شركة Crosby Enterprises (بينج كروسبي)، الذي اعتمدت تسجيلاته الرائدة على تسجيلات ألمانية ملتقطة، وأنتجت شركة شركة آمبكس ‏ أول مسجلات الشرائط المتاحة تجاريًا في أواخر الأربعينيات من القرن العشرين.

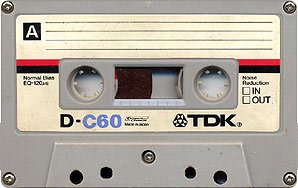
مسجل مصغر تقليدي

أحدث الشريط المغناطيسي تغيرات كاسحة في كل من صناعتي المذياع والتسجيل. يمكن تسجيل الصوت ومسحة وإعادة تسجيله على نفس الشريط عدة مرات، ويمكن نسخ الأصوات من شريط إلى آخر مع فقد بسيط في الجودة، ويمكن الآن تحرير التسجيلات بدقة كبيرة بقطع الشريط ماديًا وإعادة تجميعه.
خلال سنوات قليلة من إدخال أول مسجل صوت تجاري-طراز Ampex 200، الصادر سنة 1948-كان المخترع الموسيقي الأمريكي ليس بول قد اخترع أول مسجل شرائط متعدد المسارات، متوليًا زمام الريادة في ثورة تقنية أخرى في صناعة التسجيل. جعلت الشرائط أول التسجيلات الصوتية المصنعة بالكامل بوسائل إلكترونية ممكنةً، مفسحةً المجال للتجارب الصوتية الجريئة لمدرسة موسيقى ملموسة ومؤلفي avant garde مثل كارلهاينز ستوكهوزين، الذي كان بدوره رائدًا في تسجيلات موسيقى البوب المبتكرة مثل Frank Zappa وThe Beatles وذا بيتش بويز.
Musique Concrète
سمح الشريط المغناطيسي لصناعة المذياع بتسجيل أقسام كثيرة من محتوى البرنامج مثل الإعلان، الذي كان يجب أن يُقدم بشكل مباشر في السابق، ومكن أيضًا من إنشاء ونسخ تسجيلات مركبة عالية الجودة ذات مدد طويلة لبرامج كاملة. وأيضًا، لأول مرة، تمكن المذيعون والمنظمون والجهات المعنية الأخرى من تنفيذ التجميع الشامل للبث الإذاعي. مكنت الابتكارات مثل المسارات المتعددة وصدى الشريط من الإنتاج السابق للبرامج الإذاعية والإعلانات بدرجة من التعقيد والتطور لم يكن الحصول عليها ممكنًا في السابق وأدى التأثير المجمع لهذه التقنيات إلى تغيرات كبيرة في السرعة وأسلوب الإنتاج لمحتوى البرنامج، بفضل الابتكارات مثل الحلقة غير المنتهية خرطوشة البث.

## الاستريو وhi-fi
سنة 1881، لوحظ أثناء تجارب تحويل الصوت من أوبرا باريس أنه كان من الممكن اتباع تحركات المطربين على المسرح إذا تم توصيل سماعات الأذن الموصلة بالميكروفونات بالأذنين. تم الترويج لهذا الاكتشاف سنة 1890 بنظام مسرح الهاتف، الذي عمل لأكثر من أربعين عامًا حتى سنة 1932.
سنة 1931 صمم ألان بلوملين، مهندس إلكترونيات بريطاني يعمل لصالح إيمي، طريقة لجعل صوت الممثل في الفيلم يتبع حركته في الشاشة. في ديسمبر 1931 قدم براءة اختراع تشمل هذه الفكرة، وفي 1933 أصبحت هذه براءة الاختراع رقم 394,325 في المملكة المتحدة. على مدار السنتين التاليتين، طور بلوملين ميكروفونات ستريو ورأس قاطع أقراص ستريو، وسجل عددًا من الأفلام القصيرة بمسارات صوتية ستريو.
مكن الشريط المغناطيسي من تطوير أول الأنظمة الصوتية التجارية العملية التي تمكنت من تسجيل وإعادة إنتاج صوت ستريو صوتي عالي الجودة. التجارب على الاستريو أثناء الثلاثينيات والأربعينيات من القرن العشرين أعاقتها مشكلات في التزامن. قدمت Bell Laboratories (بيل لابوراتوريز) التطورات العملاقة في صوت الاستريو العملي، التي أظهرت في 1937 نظامًا عمليًا لستريو ذي قناتين، باستخدام مسارات صوتية ثنائية بصرية على فيلم. طورت استوديوهات الأفلام الكبرى أنظمة صوتية ثلاثية المسارات ورباعية المسارات، وتم أول تسجيل صوت ستريو بواسطة جودي جارلاند لفيلم شركة MGM بعنوان Listen, Darling سنة 1938.
كان أول فيلم تم إصداره تجاريًا بمسار صوت الاستريو هو فيلم شركة Walt Disney (والت ديزني) Fantasia، الذي صدر عام 1940. استخدم الإصدار الأصلي من هذا الإنتاج لسنة 1941 النظام الصوتي «Fantasound (فانتا ساوند)». استخدم هذا النظام فيلمًا منفصلاً للصوت، الذي عمل بالتزامن مع الفيلم الذي يحمل الصورة. كان على هذا الصوت أربعة مسارات صوتية بصرية بعرض مضاعف، حملت ثلاثة منها صوتًا على اليسار والوسط واليمين بينما كان الرابع مسار «تحكم» سُجلت عليه ثلاث نغمات تحكمت في تشغيل صوت القنوات الصوتية الثلاث.
بسبب المعدات المعقدة اللازمة في تقديمها، تم تقديمها كعرض على الطريق، ولكن في الولايات المتحدة فقط. كانت الإصدارات المنتظمة للفيلم على حزمة 35 ملم أحادية بصرية حتى سنة 1956 عندما صدر الفيلم بمسار صوت ستريو باستخدام نظام الصوت المغناطيسي ذي الأربع مسارات "Cinemascope".
تم الإبلاغ عن أن مهندسي الصوت الألمان لديهم تسجيل ستريو متطور قبل 1943، ولكن لم يصبح تسجيل شرائط الاستريو ممكنًا تجاريًا إلا بعد إدخال أول مسجلات الشرائط التجارية ذات المسارين بواسطة شركة آمبكس ‏ في أواخر الأربعينات. على الرغم من ذلك، على الرغم من توافر الشريط المتعدد المسارات، لم يصبح الاستريو النظام القياسي للموسيقى التجارية لعدة سنوات وظلت هذه السوق متخصصة أثناء الخمسينات. تغير ذلك بعد إدخال «قرص الاستريو الفونوغرافي من Westrex (ويستركس)»، الذي استخدم تنسيق التجويف الذي طُور فيما سبق بواسطة Blumlein (بلوملين). أصدرت ديكا ريكوردز في إنجلترا FFRR (تسجيل نطاق التردد الكامل) في الأربعينيات من القرن العشرين، الأمر الذي أصبح مقبولاً عالميًا ومقياسًا عالميًا للتسجيلات ذات الجودة الأعلى على تسجيلات الفينيل. تسجيل Ernest Ansermet (إرنست أنسيرمت لـPetrushka (بتروشكا) لـIgor Stravinsky (إيجور سترافينسكس) كان عاملاً رئيسيًا في تطوير تسجيلات نطاق التردد الكامل وتنبيه جمهور المستمعين للدقة العالية سنة 1946.
مُزجت أغلب أغاني البوب الفردية في صوت مونوغرافي حتى منتصف الستينيات من القرن العشرين، وكان من المشهور أن يتم إطلاق إصدارات البوب الرئيسية في التنسيقين الفردي والاستريو حتى أوائل السبعينيات من القرن العشرين. العديد من ألبومات البوب في الستينيات المتاحة الآن في تنسيق الاستريو فقط كان يُقصد إنتاجها في الأصل في التنسيق الفردي فقط، وأُنشئت إصدارات «الاستريو» المزعومة من هذه الألبومات بواسطة فصل المسارين ببساطة من الشريط الرئيسي. في أواسط الستينات، ومع زيادة شعبية الاستريو، تمت إعادة إتقان العديد من التسجيلات الفردية (مثل بت ساوندز (ألبوم) لـ The Beach Boys) باستخدام طريقة «الاستريو الزائف» المزعومة، التي نشرت الصوت في حقل الاستريو بتوجيه الصوت ذي التردد الأعلى في قناة والصوت ذي التردد الأقل في القناة الأخرى.

## من الخمسينيات إلى الثمانينيات من القرن العشرين
غير الشريط المغناطيسي صناعة التسجيل، وفي أواخر الخمسينيات من القرن العشرين نُسخت الأغلبية العظمى من التسجيلات على الشريط. أحدثت ثورة الإلكترونيات التي تلت اختراع الترانزستور المزيد من التغيرات الجذرية، كان أهمها تقديم أول «جهاز موسيقى شخصي» في العالم، مذياع الترانزستور المصغر، الذي أصبح من أهم السلع التكميلية للمستهلك في الستينيات من القرن العشرين، محولاً البث الإذاعي من تجربة جماعية ثابتة إلى نشاط استماع متنقل وشخصي. كان من التسجيلات متعددة المسارات المبكرة التي صنعت باستخدام الشريط المغناطيسي "How High the Moon" لـLes Paul (ليس بول)، الذي عزف فيه (بول) ثمانية مسارات جيتار منسوخة. في الستينيات من القرن العشرين كان Brian Wilson (براين ويلسون) عضو ذا بيتش بويز وFrank Zappa (فرانك زابا) وThe Beatles (مع المنتج George Martin (جورج مارتن) من أوائل الفنانين الشعبيين الذين استكشفوا إمكانيات تقنيات وآثار التسجيل متعدد المسارات على ألبوماتهم المميزة بت ساوندز (ألبوم) وFreak Out! وفرقة نادي القلوب الوحيدة للرقيب بيبر.
كان الابتكار المهم التالي أنظمة الشريط القائمة على الخرطوشة الصغيرة التي أدخلها التسجيل المصغر، بواسطة شركة إلكترونيات Philips سنة 1964 وهو الأكثر شهرةً. في النهاية حل الشريط المغناطيسي محل جميع التنسيقات المنافسة، الشريط ثماني المسارات (المستخدم بشكل أساسي في السيارات) والذي يشبه إلى حد ما 'Deutsche Cassette' الذي طورته شركة Grundig الألمانية. هذا النظام الأخير لم يكن شائعًا بشكل خاص في أوروبا ولم يكن معروفًا تقريبًا في أمريكا. أصبح التسجيل المصغر تنسيق صوت رئيسيًا للمستهلك وأتاحت التطورات في الإلكترونيات المصغرة بتطور جهاز Sony وكمان، الذي ظهر في السبعينيات من القرن العشرين، الذي كان أول مشغل موسيقى شخصي وأعطى التوزيع الكبير للتسجيلات الصوتية دفعةً كبيرة. أصبح جهاز التسجيل أول وسط تسجيل/إعادة تسجيل ناجح للمستهلك. كان الجراموفون وسطًا لتشغيل المواد المسجلة مسبقًا فقط، وكان الشريط المغناطيسي للتسجيل الأمامي والخلفي صعبًا جدًا على المستهلكين وأقل تِجوالاً بكثير.
جاء أحد التطورات الرئيسية في دقة الصوت مع نظام دولبي A للحد من الضوضاء، الذي اخترعه Ray Dolby (راي دولبي) وصدر عام 1966. نظام dbx تنافسي، اخترعه David Blackmer (ديفيد بلاكمر)، حظي بأغلب نجاحه في الصوت الاحترافي. طور أحد المتغيرات الأبسط في نظام دولبي للحد من الضوضاء، المعروف باسم دولبي B صوت تسجيلات شرائط جهاز التسجيل بالحد من التأثير العملي للصفير المسجل الموجود في الشريط الرفيع المستخدم. وقد لقي، وكذلك المتغيرات، تطبيقًا واسعًا في صناعات التسجيل والفيلم. كان دولبي B رئيسيًا في الترويج للمسجلات المصغرة ونجاحها التجاري كوسط محلي للتسجيل والتشغيل، وأصبح جزءًا من سوق "hi-fi" المزدهر في السبعينيات من القرن العشرين وما بعد ذلك. استفاد جهاز التسجيل المصغر أيضًا من التطورات في مادة الشريط نفسها بتطوير مواد ذات استجابات تردد أوسع وضوضاء داخلية أقل، غالبًا ما تكون مكونة من الكوبلت و/أو أكاسيد الكروم كمادة مغناطيسية بدلاً من أكسيد الحديد المعتاد.
كانت خرطوشة الصوت متعددة المسارات تستخدم على نطاق واسع في صناعة الراديو، من أواخر الخمسينيات إلى الثمانينيات من القرن العشرين، ولكن في الستينيات من القرن العشرين أُصدرت الخرطوشة ثمانية المسارات المسجلة سابقًا كتنسيق صوتي للمستهلك بواسطة بيل لير من شركة Lear Jet (لير جيت) للطائرات (وعلى الرغم من أن اسمها الصحيح كان «خرطوشة لير جيت»، إلا أنها نادرًا ما أُطلق عليها ذلك). مستهدفةً سوق السيارات بالتحديد، كانت أول أنظمة hi-fi عملية ذات سعر مناسب، وأمكنها إنتاج جودة صوت متفوقة للتسجيل المصغر. على الرغم من ذلك فإن الحجم الأصغر والاستدامة الأكبر؛ بالإضافة إلى القدرة على صناعة «مجموعات» موسيقى مسجلة في المنزل حيث أن المسجلات ثمانية المسارات كانت نادرة؛ شهدت تحول التسجيل إلى التنسيق المسيطر للمستهلك لأجهزة الصوت الجوالة في السبعينيات والثمانينيات من القرن العشرين.
كان هناك خبرات متعددة في الصوت متعدد القنوات لسنوات عديدة؛ عادةً للأحداث الموسيقية والثقافية الخاصة؛ ولكن أول تطبيق تجاري لهذا المفهوم تم في السبعينيات من القرن العشرين مع ظهور الصوت الرباعي الصوتي. استخدم التطور العرضي من التسجيل متعدد المسارات أربعة مسارات (بدلاً من الاثنين المستخدمين في الاستريو) وأربع سماعات خارجية لإنشاء مجال صوتي يحيط بالمستمع 360 درجة. بعد إصدار أول أنظمة hi-fi الرباعية للمستهلك، صدر عدد من الألبومات الشهيرة في أحد التنسيقات ذات الأربع قنوات المنافسة، ومن أشهرها Tubular Bells لـMike Oldfield (مايك أورفيلد) وThe Dark Side of the Moon لـPink Floyd (بينك فلويد). لم يكن الصوت الرباعي الصوتي ناجحًا من الجانب التجاري، بشكل جزئي بسبب الأنظمة الصوتية المنافسة وغير المتوافقة إلى حد ما ذات الأربع قنوات (على سبيل المثال، كان لكل من CBS وJVC وDynaco وجهات أخرى أنظمة) وغالبًا بسبب رداءة الجودة، حتى في حالة عزفها كما هو مقصود منها على معدات صحيحة، من الموسيقى الصادرة. في النهاية اختفى في السبعينيات من القرن العشرين، على الرغم من أن هذه المخاطرة المبكرة مهدت الطريق للتقديم النهائي لأنظمة الصوت المحيطي النهائية في المسرح المنزلي فيما بعد، التي حازت على شعبية كبيرة منذ ظهور الـ DVD حدث التبني واسع الانتشارعلى الرغم من الارتباك الذي أحدثه تعدد معايير الصوت المحيطي المتاحة.

### المكونات الصوتية
أدى استبدال الصمام الأيوني الحراري (أنبوب التفريغ) بترانزستور أصغر وأكثر برودة وأقل احتياجًا للطاقة أيضًا إلى تسريع مبيعات أنظمة صوت "hi-fi" الاستهلاكية ذات الدقة العالية بدءًا من ستينيات القرن العشرين فصاعدًا. في الخمسينيات من القرن العشرين كانت أغلب مشغلات التسجيل أحادية صوتية وكان جودة الصوت بها منخفضة إلى حد ما؛ ولم يتمكن إلا القليل من المستهلكين من تحمل تكاليف أنظمة صوت الاستريو ذي الجودة العالية. في الستينيات من القرن العشرين، أدخل المُصنعون الأمريكان جيلاً جديدًا من مكونات hi-fi «المركبة»؛ أقراص دوارة منفصلة ومكبرات سابقة ومكبرات صوت مجمعة كمكبرات متكاملة ومسجلات شرائط والمعدات الإضافية الأخرى مثل موازن الجرافيك، الذي يمكن توصيلها معًا لإنشاء نظام صوتي منزلي متكامل. استغلت شركات الإلكترونيات اليابانية هذا التطور بسرعة، ثم أنتجت للعالم كمية كبيرة من المكونات الرخيصة نسبيًا عالية الجودة. بحلول الثمانينيات من القرن العشرين، كانت شركات مثل Sony رائدة عالميًا في صناعة التسجيل والتشغيل العالمية.

## التسجيل الرقمي

التمثيل المرسوم للموجة الصوتية في الصيغة التناظرية (اللون الأحمر) والرقمية 4 بت (اللون الأسود).

أحدث اختراع التسجيل الرقمي للصوت والقرص المضغوط فيما بعد في عام 1982 تطورات كبيرة في استدامة تسجيلات المستهلك. أحدث القرص المضغوط موجة كبيرة من التغيير في صناعة الموسيقى للمستهلك، مع تحول مسجلات الفينيل بفعالية إلى سوق صغيرة بحلول أواسط التسعينيات من القرن العشرين. على الرغم من ذلك، تمت مقاومة إدخال الأنظمة الرقمية من قِبل صناعة التسجيلات التي خشيت من سياسة البيع بالجملة على وسط أمكنه إنتاج نسخ مثالية من التسجيلات الصادرة بالفعل. على الرغم من ذلك، اضطرت هذه الصناعة إلى الخضوع لما كان حتميًا، ولكن ليس بدون أنظمة حماية متعددة (بشكل أساسي نظام إدارة النسخة التسلسلية أو SCMS).

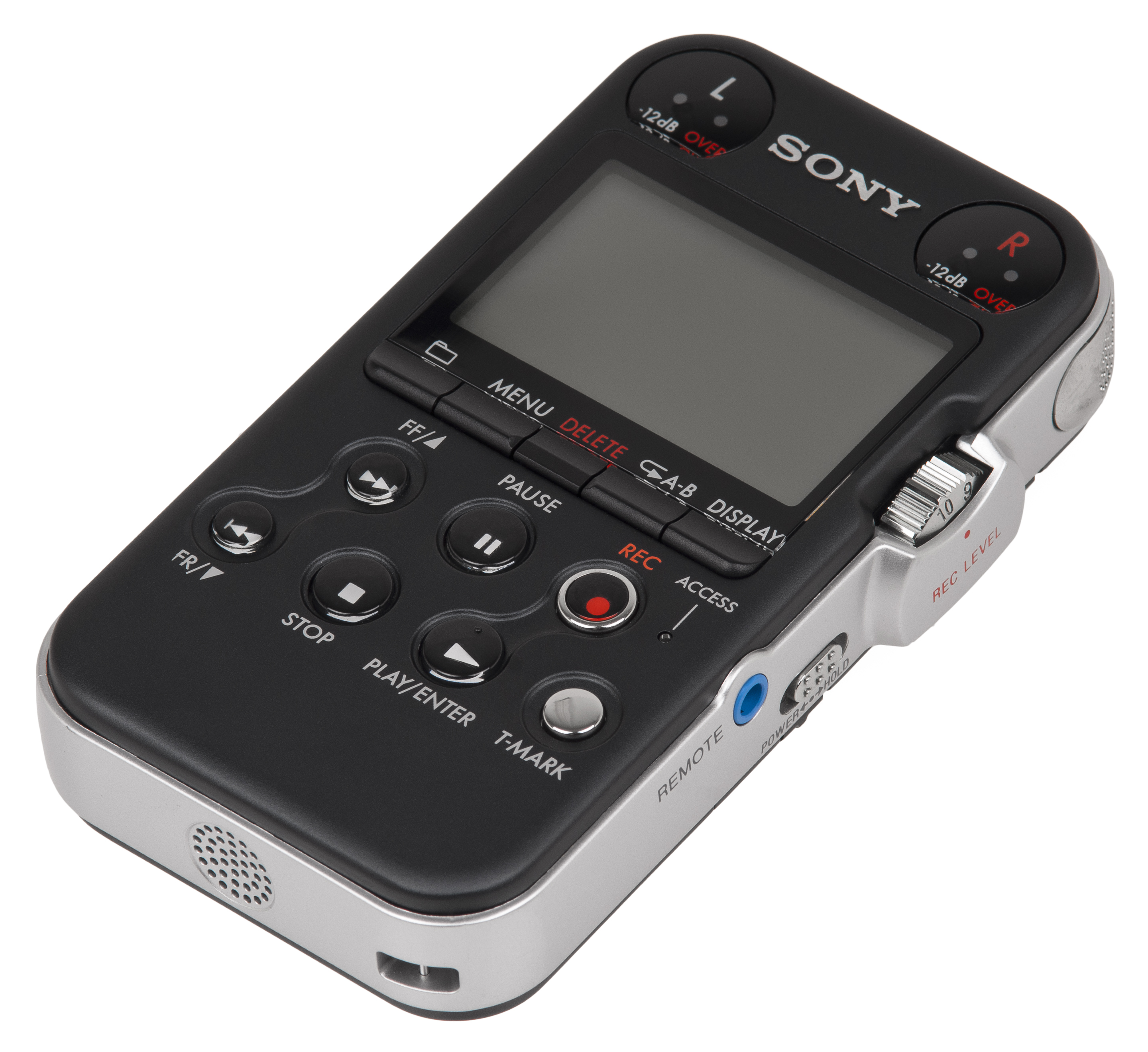
مسجل صوت رقمي من Sony

أحدث التطورات وأكثرها ثوريةً كانت في التسجيل الرقمي، مع تطوير تنسيق الملف الصوتي المضغوط وغير المضغوط والمعالجات المتمكنة والسريعة بالقدر الكافي لتحويل البيانات الرقمية إلى صوت في الوقت الفعلي، والتخزين الكبير غير المكلف. أدى ذلك إلى ظهور نوع جديد من المشغلات الصوتية الرقمية المحمولة. تم إدخال مشغل القرص المصغر، باستخدام نظام ضغط ATRAC على أقراص صغيرة ورخيصة وقابلة لإعادة الكتابة عليها في التسعينيات من القرن العشرين ولكنها أصبحت آيلة إلى الزوال بانخفاض سعر ذاكرة الفلاش ذات الحالة الصلبة غير المتقلبة. بينما توفرت التقنيات التي تؤدي إلى زيادة كمية البيانات التي يمكن تخزينها على وسط واحد، مثل اسطوانة صوتية فائقة وDVD-A وBlu-ray Disc وHD DVD، أمكن وضع برامج أطول ذات جودة أعلى على قرص واحد. وتنزيل ملفات الصوت من الإنترنت أو مصادر أخرى ونسخها على أجهزة الكمبيوتر ومشغلات الصوت الرقمية. تُستخدم تكنولوجيا الصوت الرقمي في جميع مجالات الصوت، من الاستخدام العادي لملفات الموسيقى ذات الجودة المتواضعة إلى أكثر التطبيقات الاحترافية تطلبًا. ظهرت تطبيقات جديدة مثل مذياع الإنترنت ونقل الصوت عبر الإنترنت.
أدت التطورات التكنولوجية في التسجيل إلى تغيير التسجيل والسينما وصناعات التلفاز في العقود الأخيرة. أصبح التحرير الصوتي عمليًا مع اختراع التسجيل المغناطيسي للشرائط، ولكن الصوت الرقمي والتخزين الكبير الرخيص يسمح لأجهزة الكمبيوتر بتحرير ملفات الصوت بسرعة وسهولة وبتكلفة منخفضة. في الوقت الحالي، عملية صناعة التسجيلات مقسمة إلى التتبع والمزج والنسخ. تسجيل المسارات المتعددة يمكن من التقاط الإشارات من ميكروفونات متعددة، أو من عدة «لقطات» للشريط أو القرص، مع مساحة رأس كبيرة وجودة، تسمح بمرونة لم تكن متاحة في السابق في مزج ونسخ مراحل التحرير، وموازنة المستوى والضغط والتحديد وإضافة المؤثرات مثل الصدى والموازنة والتشفير والمزيد.

### البرمجيات
هناك العديد من برامج المعالجة والتسجيل الصوتي تعمل تحت العديد من أنظمة تشغيل الحاسب لجميع الأغراض، من المحترفين إلى الهواة والمستخدمين العاديين.
قائمة شاملة من تطبيقات التسجيل الرقمي متاحة على صفحة محطة العمل الصوتية الرقمية.
برامج الإملاء الرقمي لتسجيل وكتابة الكلام لها العديد من المتطلبات؛ الوضوح وخدمات التشغيل المرن تعد من الأولويات، بينما نطاق التردد الواسع وجودة الصوت العالية لا تعد كذلك.

## الحالة القانونية

### المملكة المتحدة
منذ عام 1934، يتم التعامل مع التسجيلات الصوتية بشكل مختلف عن الأعمال الموسيقية بموجب قانون حقوق الطبع والنشر. مرسوم حقوق الطبع والنشر والتصميمات وبراءة الاختراع يحدد تسجيل الصوت باعتباره  (أ) تسجيل الأصوات، التي يمكن أن تتم إعادة إنتاج الصوت منها أو (ب) تسجيل عمل أدبي أو درامي أو موسيقي كليًا أو جزئيًا، الذي تمكن تقديم إعادة إنتاج أصوات العمل أو جزء منه، بصرف النظر عن الوسط الذي يتم عليه التسجيل أو الطريقة التي يمكن تسجيل أو إعادة تسجيل الأصوات بها. وبالتالي فهو يغطي تسجيلات الفينيل والشرائط والأقراص المصغرة وشرائط الصوت الرقمية وتسجيلات MP3 التي تجسد التسجيلات.

## كتابات أخرى
- Carson وB. H.; Burt وA. D.; Reiskind, وH. I."مغير التسجيل وتسجيل التصميم المتكامل، استعراض RCA، يونيو 1949
- كولمان، مارك، تشغيل: من الفيكترولا إلى MP3، 100 عام من الموسيقى والآلات والمال Da Capo Press (دا كابو بريس)، 2003.
- جايزبيرج، فريدريك و.، "The Music Goes Round"، [Andrew Farkas (أندروز فاركاس), محرر.]، نيو هايفن، آير، 1977.
- جروناو، بيكا، «صناعة التسجيل: نمو الوسائط الكبيرة», الموسيقى الشعبية، المجلد الثالث، المنتجون والأسواق (1983)، 75، مطبعة جامعة كامبريدج.
- جروناو وبيكا وسونيو وإلبو، «التاريخ العالمي لصناعة التسجيل»، [المترجم من الفنلندية بواسطة كريستوفر موسيلي]، لندن، نيويورك : كاسل، 1998. ISBN 0-304-70173-4
- ليبمان، صامويل، «بيت الموسيقى: الفن في عهد المؤسسات»، 1984. راجع الفصل عن «التسجيل»،75، عن صناعة التسجيل المبكرة وفريد جايسبرج ووالتر ليجي وFFRR (تسجيل نطاق التردد الكامل).
- ميلارد وأندريه جي., «أمريكا مسجلة : تاريخ الصوت المسجل», كامبريدج، نيويورك : مطبعة جامعة كامبردج، 1995. ISBN 0-521-47544-9
- ميلارد وأندريه جي «من إيديسون إلى الآي بود» نسخة محفوظة 8 ديسمبر 2008 على موقع واي باك مشين., صحفي جامعة ألاباما في برمنجهام، 2005, جامعة ألاباما في برمنجهام.
- ميلنر وجريج، «إتقان الصوت للأبد: التاريخ الشفوي للموسيقى المسجلة», Faber & Faber; الإصدار الأول (9 يونيو 2009) ISBN 978-0-571-21165-4. Cf. p. 14 on H. ستيث بينيت و«تسجيل الصحوة».
- «تاريخ الموسيقى المسجلة: تمت مراجعة الملاحظات في 6 يوليو 2005 , بواسطة ستيفن شوينهر», جامعة سان دييجو (مسجل 2010)

## وصلات خارجية
- Audio Engineering Society
- Oral history of recorded sound حورات مع ممارسين في جميع مجالات صناعة التسجيل. British Library
- History of Recorded Sound. New York Public Library
- Archival Sound Recordings – عشرات الآلاف من التسجيلات تُظهر تاريخ الصوت من القرن التاسع عشر إلى أسطوانات الشمع إلى يومنا الحالي. British Library
- (International Association of Sound and Audiovisual Archives (IASA